# Sukorady (okres Jičín)
Obec Sukorady se nachází v okrese Jičín, kraj Královéhradecký. Žije zde 231 obyvatel.

## Části obce
- Sukorady
- Kouty

## Historie
První písemná zmínka o obci pochází z roku 1382. V domě č. 70 se narodila herečka Věra Ferbasová.